# Siedlung Vondern
Die Siedlung Vondern ist eine ehemalige Bergarbeiter-Siedlung in Oberhausen-Osterfeld.
Der Name leitet sich her von der Nachbarschaft zum einstigen Herrensitz Burg Vondern. Zusammen mit dem Süden von Osterfeld bildet Vondern den Stadtteil Osterfeld-Süd/Vondern. Am 31. Dezember 2022 lebten 2.831 Einwohner in diesem Stadtteil.

## Geschichte
Die Siedlung wurde zwischen 1907 und 1913 im Auftrag der Gutehoffnungshütte (GHH) erbaut, um dort Arbeiter der nahe gelegenen neuen Zeche Vondern unterzubringen, die zu einem großen Teil aus dem Osten des Deutschen Reiches und angrenzenden Ländern zugezogen waren. Es entstanden etwa 125 Häuser mit mehr als 400 Wohnungen. Anders als bei den meisten anderen GHH-Siedlungen aus dem gleichen Zeitraum orientierten sich die Planer bei der Anlage der Straßen und der Anordnung der Häuser nicht an rechtwinklig-geometrischen Strukturen, sondern ließen sich vom Konzept der Gartenstadt inspirieren, was zu geschwungener Straßenführung, versetzt stehenden Häusern und leicht variierten Wohnungstypen führte. Die Wohnhäuser wurden durch zwei architektonisch bemerkenswerte Gebäude ergänzt: die „Verkaufsanstalt IV“ der GHH (1910) und das Kinderhaus nach einem Entwurf von Bruno Möhring (1912).

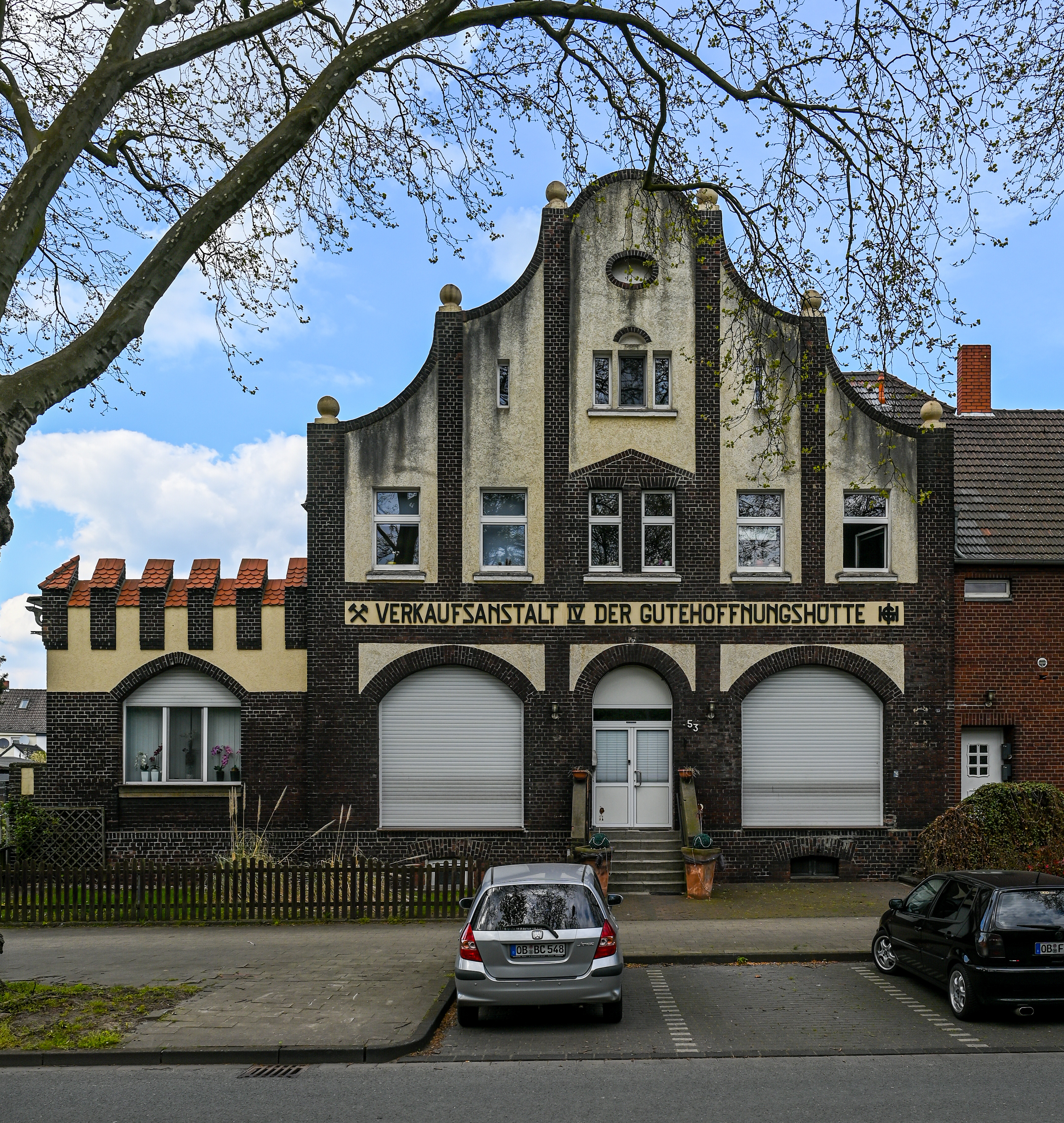
Ehemalige Verkaufsanstalt der GHH (2021)

Mit diesen Einrichtungen sollte die Infrastruktur der Siedlung verbessert werden, die durch den Sammel- und Rangierbahnhof Osterfeld im Norden, die Burg Vondern im Osten und das Zechengelände sowie die Emscher im Süden weitgehend vom Umland abgeschnitten war. Lediglich über die Bruchstraße (die heutige Arminstraße) bestand eine Verbindung zum Zentrum der damaligen Gemeinde Osterfeld.

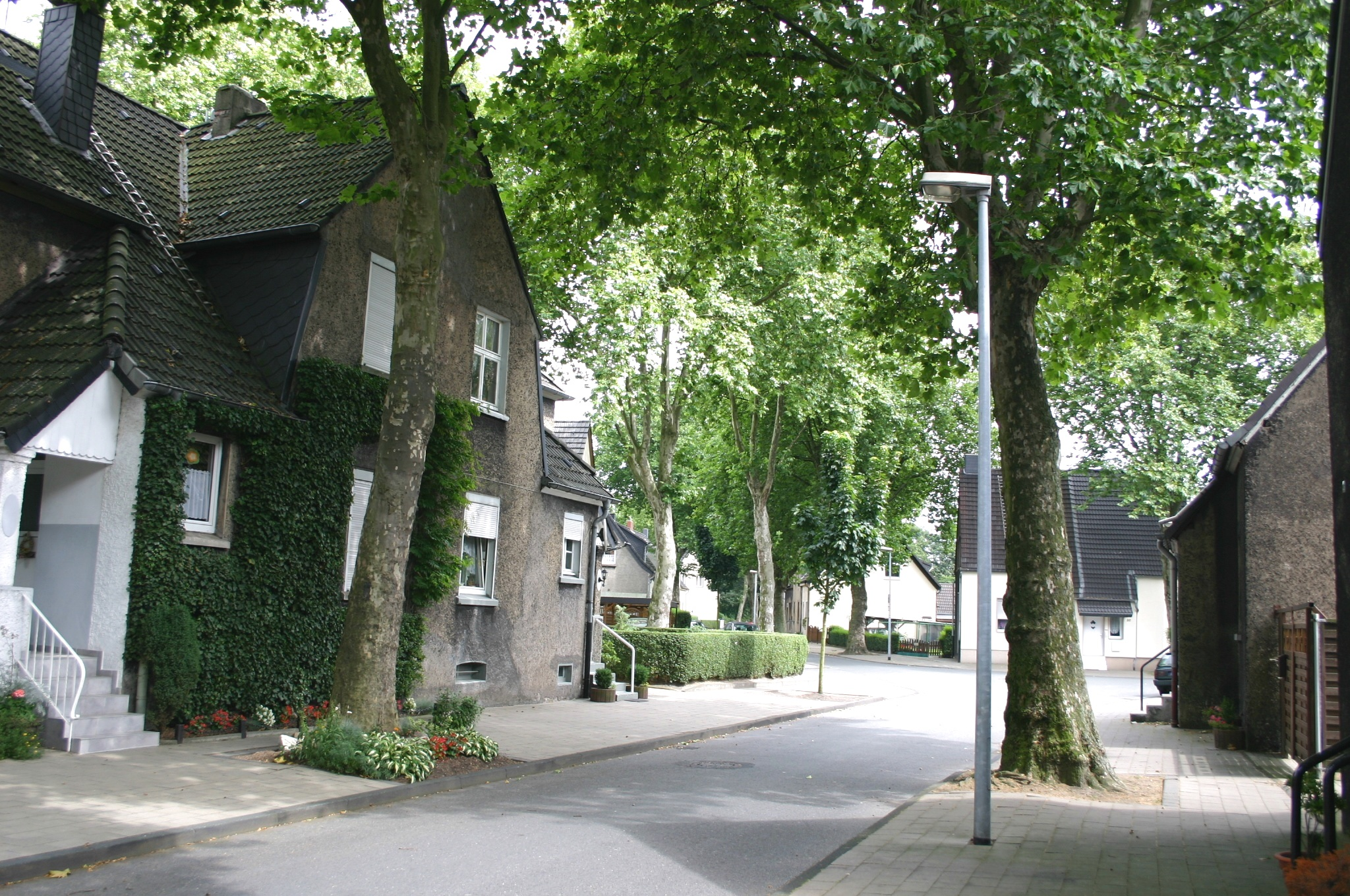
Siedlung Vondern im Jahr 2008

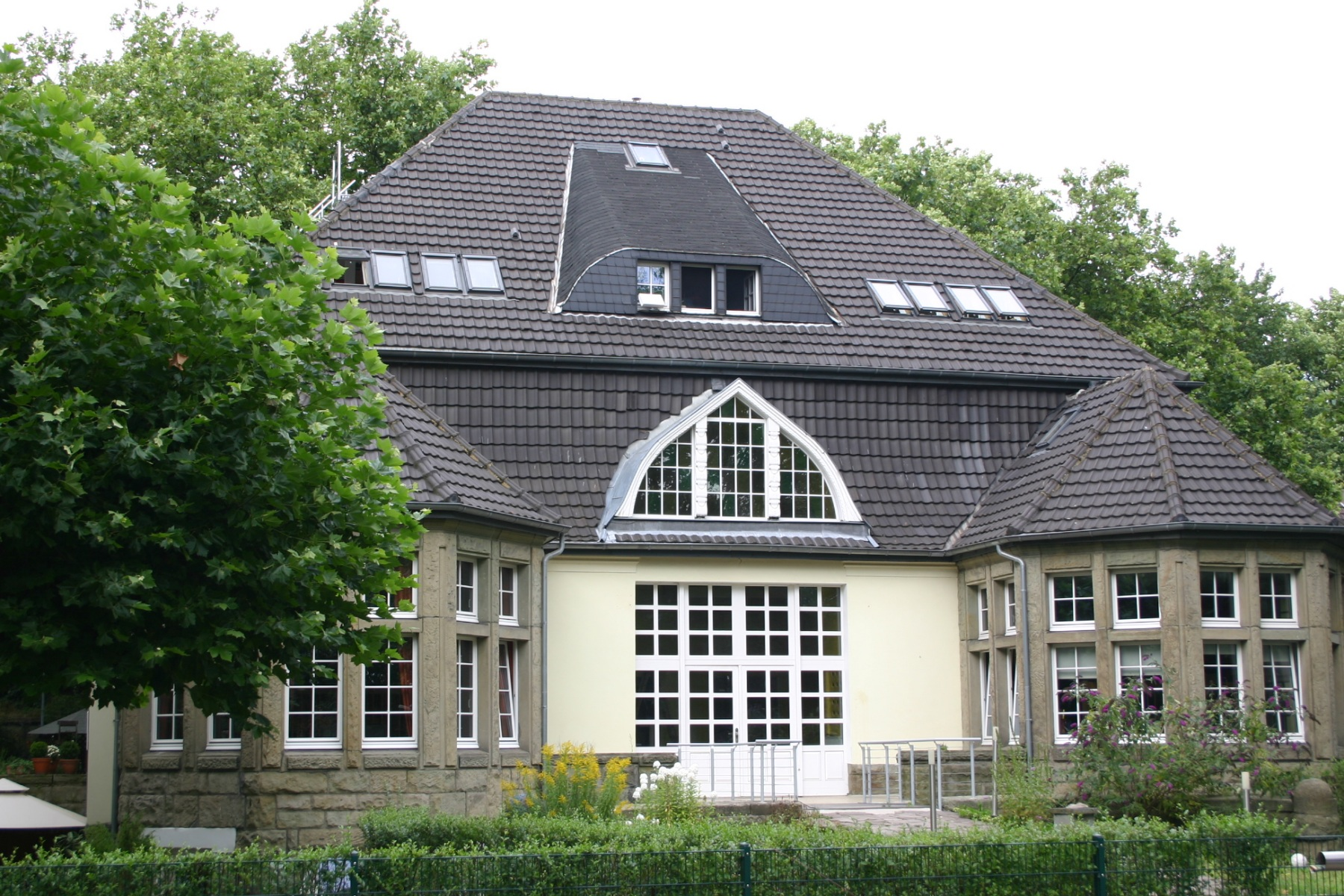
Bürgerhaus Vondern (2008)

Nachdem die Förderung auf der Zeche Vondern im Jahr 1932 eingestellt wurde und die Schächte 1965 auch ihre Funktion als Außenanlagen der Zeche Jacobi einbüßten, verlor die Siedlung allmählich ihren Charakter als Bergarbeiterdomizil. Nach dem Abriss der Zechenanlagen drohte bald auch ein Abriss weiterer Gebäude. Der bereits durch sein Eintreten für den Erhalt der Siedlung Eisenheim bekannte Roland Günter konnte die Thyssen AG als neue Eigentümerin der Siedlung 1975 dazu bewegen, das inzwischen leerstehende Möhringsche Kinderhaus für eine alternative Nutzung zur Verfügung zu stellen. Es wurde von der Arbeiterwohlfahrt übernommen und zu einem „Bürgerhaus“ umfunktioniert.
Auch das – längst nicht mehr als Laden genutzte – Gebäude der Verkaufsanstalt ist erhalten geblieben; allerdings wurde im Zweiten Weltkrieg ein Anbau zerstört, der das „Beamtenkasino“ für die Angestellten der Zeche enthielt. Deren Siedlung war seinerzeit einige hundert Meter weiter östlich, jenseits der Burg Vondern, errichtet worden; einige dieser Steiger-Häuser sind bis heute erhalten geblieben.
An der „Insellage“ der Siedlung hat sich durch den Abriss der Zeche nur wenig geändert, da über deren einstiges Gelände nunmehr die Trasse der Autobahn A 42 („Emscherschnellweg“) verläuft. Durch zahlreiche Neubauten im weiter westlich gelegenen Umfeld der Arminstraße hat sich die Infrastruktur und Verkehrsanbindung der Siedlung allerdings inzwischen verbessert. Im Zuge des Masterplans Emscher-Zukunft sollen für die Siedlung auch die Zugangsmöglichkeiten zur Neuen Emscher, zur Emscher-Insel und zum Rhein-Herne-Kanal verbessert werden.

## Statistik
Am 31. Dezember 2022 lebten 2.831 Einwohner in Osterfeld-Süd und Vondern.
Struktur der Bevölkerung:
- Minderjährigenquote (unter 18-Jährige): 17,8 % (Oberhausener Durchschnitt: 16,9 %)
- Altenquote (über 65-Jährige): 16,6 % (Oberhausener Durchschnitt: 22,2 %)
- Ausländeranteil: 20,3 % (Oberhausener Durchschnitt: 18,2 %)
- Anteil Bevölkerung mit Migrationshintergrund insgesamt: 41,7 % (Oberhausener Durchschnitt: 33,4 %)
- Arbeitslosenquote: 7,7 % (Oberhausener Durchschnitt: 8,5 %)
- SGB-II-Quote: 12,3 % (Oberhausener Durchschnitt: 17,1 %)
- Wohnungsleerstandsquote: 2,2 % (Oberhausener Durchschnitt: 2,3 %)